# 巴拉那塔马
巴拉那塔马是巴西伯南布哥州的一个市镇。总面积272.79平方公里，总人口11245人，人口密度41.2人/平方公里。